# Triaenodes palpalis
Triaenodes palpalis är en nattsländeart som beskrevs av Banks 1920. Triaenodes palpalis ingår i släktet Triaenodes och familjen långhornssländor. Inga underarter finns listade i Catalogue of Life.